# 均衡飲食

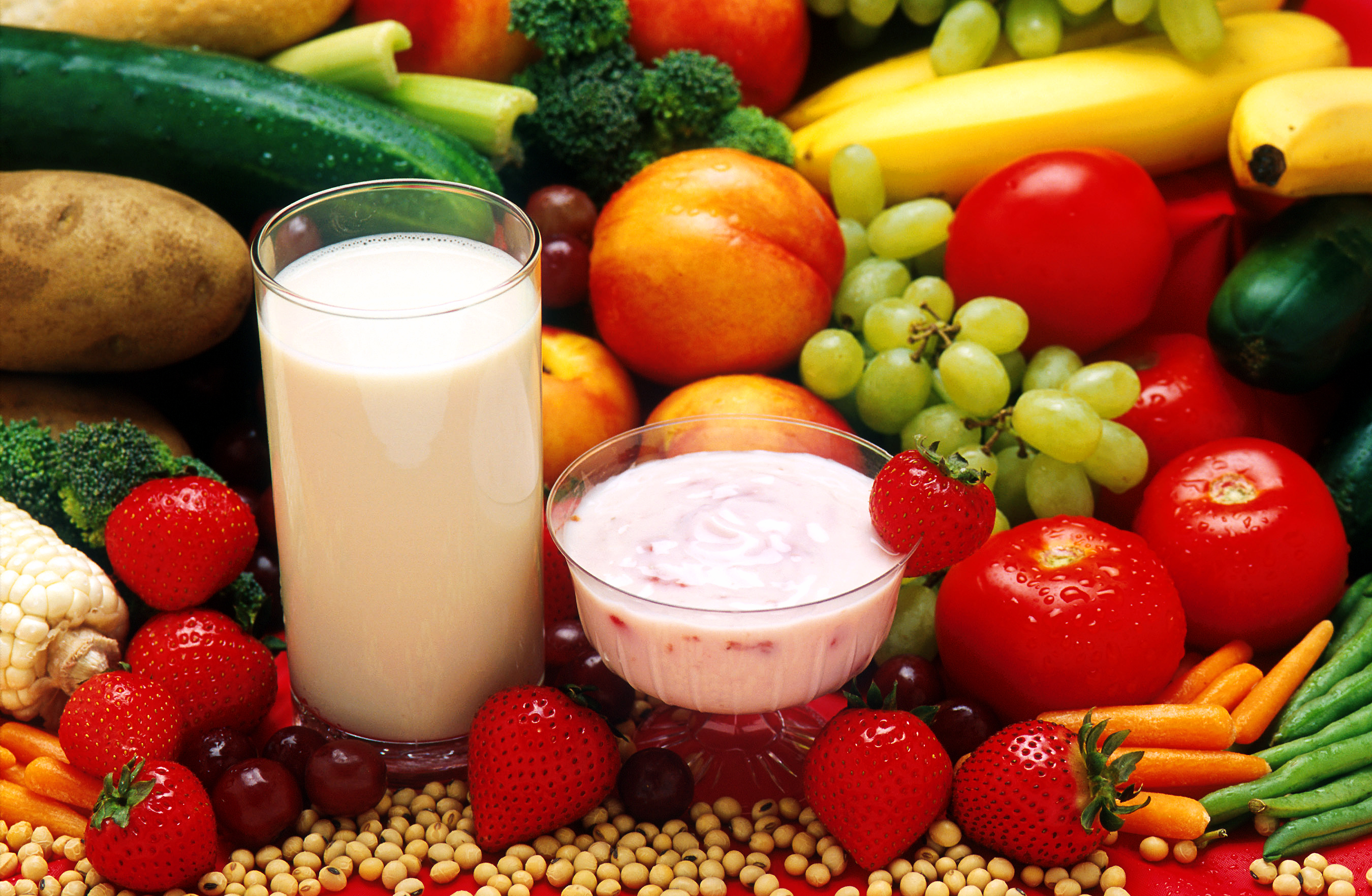
許多營養的食物

均衡飲食是健康的必要條件。人類日常的飲食成分含有七大營養素，分別是碳水化合物、蛋白質、脂肪、礦物質、纖维素、维生素和水。這七大營養素的攝取量必須平衡，否則就會引起身體不適，出現過重或肥胖、營養不良、或其他各種因為缺乏某種特定礦物質或抗生素而引發的疾病。

## 特定条件
除了一般人群的膳食建议外，还有许多特定的饮食方案主要是为了促进特定人群的健康，比如患有高血压（如低钠饮食或更具体的DASH饮食）的人，或者超重或肥胖的人（控制体重饮食）。其中一些方案在正常人群中的有益效果可能多多少少有一些证据支持。

### 糖尿病
健康的饮食结合积极的运动可以帮助糖尿病患者控制血糖水平。 美国疾病控制与预防中心（US CDC）建议患有糖尿病的人计划规律均衡的膳食，增加非淀粉蔬菜的摄入量，减少添加糖和精制谷物的摄入，以及注重食用整食而不是高度加工的食物。 通常，糖尿病患者和患有风险的人被鼓励增加纤维摄入。

### 高血压
低钠饮食对高血压患者有益。2008年发表的科克伦回顾总结指出，长期（四周以上）的低钠饮食可以有效地降低血压，无论是在高血压（高血压）患者还是正常血压患者中都有效。
DASH饮食（膳食方法以控制高血压为主）是由国家心脏、肺部和血液研究所（NIH，美国政府机构的一部分）推广的饮食方案，用于控制高血压。该计划的主要特点是限制钠的摄入量， 并且饮食还一般鼓励摄入坚果、全谷物、鱼类、家禽、水果和蔬菜，同时减少红肉、甜食和糖的摄入。它还富含“钾、镁和钙以及蛋白质”。
地中海饮食，包括限制红肉的消费和在烹饪中使用橄榄油，也被证明可以改善心血管结果。

### 肥胖
治疗肥胖最有效的方法是减重手术。 但是，超重或肥胖的人可以结合健康饮食和体育锻炼来试图减重，尽管这只在短期内（最多一年）特别有效，之后一些体重通常会恢复。 对六项随机对照试验的荟萃分析发现，饮食类型（低脂、低碳水化合物和低热量）之间没有差异，所有研究中都达到2至4千克的减重效果。

### 与麸质相关的疾病
麸质是一种在小麦和相关谷物中（包括大麦、黑麦、燕麦以及它们所有的种类和杂交品种，如小黑麦、喀姆特小麦和三粒小麦） 对于那些患有麸质相关疾病，包括乳糜泻、非乳糜泻性麸质敏感症、麸质性共济失调、疱疹样皮炎和小麦过敏的人来说，无麸质饮食是唯一可用的治疗方法。

### 癫痫
生酮饮食是一种由医疗团队管理时，用于减少成人和儿童癫痫发作的治疗方法。